# NGC 3198
NGC 3198 este o galaxie spirală barată situată în constelația Ursa Mare. A fost descoperită în 15 ianuarie 1788 de către William Herschel. Se află la o distanță de 13,24 megaparseci de Pământ.